# Ивашкин, Анатолий Иванович
Анатолий Иванович Ивашкин (29 августа 1951 — 26 мая 2023) — советский регбист, регбийный судья и регбийный тренер, известный по выступлениям за клуб «Красный Яр».

## Биография

### Игровая карьера
В первый состав клуба «Красный Яр» (ранее играл под названиями «Политехник» и «ЭкскаваторТяжСтрой») пришёл в 1969 году. В 1978 и 1979 годах входил в список 30 сильнейших игроков чемпионата СССР. В составе команды «Политехник» в 1978 году в матчах Первой лиги СССР набрал 24 очка, занял 8-е место. В 1979 году с «Политехником» занял 7-е место в Первой лиге, а также сыграл на турнире «Социалистическая индустрия» в составе сборной РСФСР и занёс попытку в игре против сборной СССР (поражение 6:26). В 1980 году на первом этапе чемпионата Первой лиги СССР набрал 21 очко, а по итогам второго этапа команда финишировала 10-й. В 1981 году занял 5-е место с командой, набрал 19 очков. В 1979—1981 годах входил в тренерский штаб команды «Красный Яр» (старший тренер — Владимир Грачёв. В 1986 году занял 7-е место в Высшей лиге СССР. В 1987 году выиграл чемпионат РСФСР.
Ивашкин играл на позиции 10-го номера до тех пор, пока его позицию не занял Юрий Николаев. Завершая игровую карьеру, Ивашкин после одного из матчей снял майку под номером 10 и передал её Юрию Николаеву, назвав его своим преемником на позиции 10-го номера.

### Тренерская карьера
После окончания регбийной карьеры судил матчи различного уровня и работал детским тренером, готовя молодых игроков «Красного Яра». Будучи тренером клуба «ЭкскаваторТяжСтрой», становился с ним чемпионом СССР в 1990 и 1991 годах, причём в 1990 году он это сделал, будучи в заявке клуба в качестве игрока, а в 1991 году добился этого уже как член тренерского штаба. В 2003 году команда «Северный» из мальчиков 1992 г.р. под его руководством заняла 3-е место на чемпионате Красноярского края. Входил в исполком Красноярской краевой федерации регби. Среди известных воспитанников Ивашкина — Гор Петросян и Георгий Веливанов.

## Достижения
- Чемпион СССР: 1990, 1991[4]
- Серебряный призёр чемпионата СССР: 1988[4]
- Бронзовый призёр чемпионата СССР: 1989[4]
- Неоднократный чемпион РСФСР[4], в том числе 1987[9]